# Tác động môi trường của hồ chứa nước

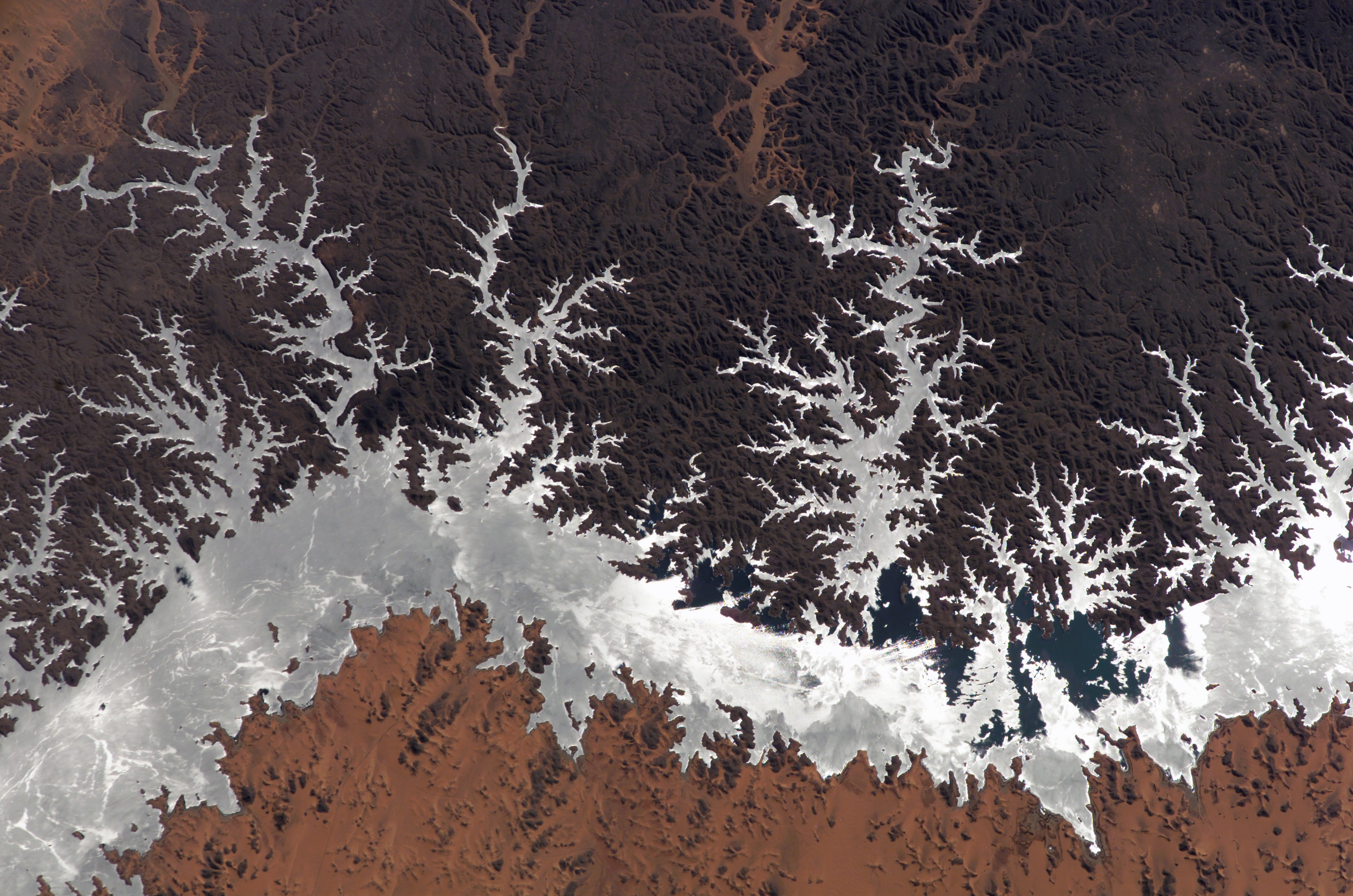
Hồ Nasser sau đập Aswan, Ai Cập rộng 5250 km² buộc 60000 người di dời

Tác động môi trường của hồ chứa nước ngày càng được xem xét kỹ lưỡng khi nhu cầu toàn cầu đối với nước và năng lượng tăng lên, đồng thời số lượng và kích thước của hồ chứa sẽ tăng lên.
Đập và hồ chứa có thể được sử dụng để cung cấp nước uống, tạo ra năng lượng thủy điện, tăng nguồn cung cấp nước tưới tiêu, cung cấp các cơ hội giải trí, và kiểm soát lũ lụt. Tuy nhiên, tác động xấu đến môi trường và xã hội học đã được xác định trong và sau khi nhiều công trình hồ chứa được xây dựng. Cho dù dự án hồ chứa là cuối cùng có lợi hay có hại cho hoặc môi trường hoặc quần thể người xung quanh, đã được tranh luận từ những năm 1960 và trước đó.
Năm 1960, việc xây dựng hồ chứa lớn Llyn Celyn tại thung lũng sông Tryweryn ở Gwynedd, North Wales, gây lũ lụt ở Capel Celyn dẫn đến náo động chính trị và vẫn tiếp tục cho đến ngày nay. Gần đây, việc xây dựng đập Tam Hiệp và các dự án tương tự khác trên khắp châu Á, châu Phi và Mỹ Latinh đã tạo ra cuộc tranh luận về môi trường và chính trị đáng kể.
Tổ chức Sông ngòi Quốc tế ở Hoa Kỳ hiện là cơ quan hàng đầu theo dõi các tác động xấu của hồ đập, đưa ra những lời cảnh báo. Tại Việt Nam tổ chức Mạng lưới Sông ngòi Việt Nam (VRN, Vietnam Rivers Network) ra đời năm 2005, có mục tiêu hoạt động tương tự và là đối tác của Sông ngòi Quốc tế, nhưng chưa có nhiều tiếng tăm.

## Các tác động môi trường

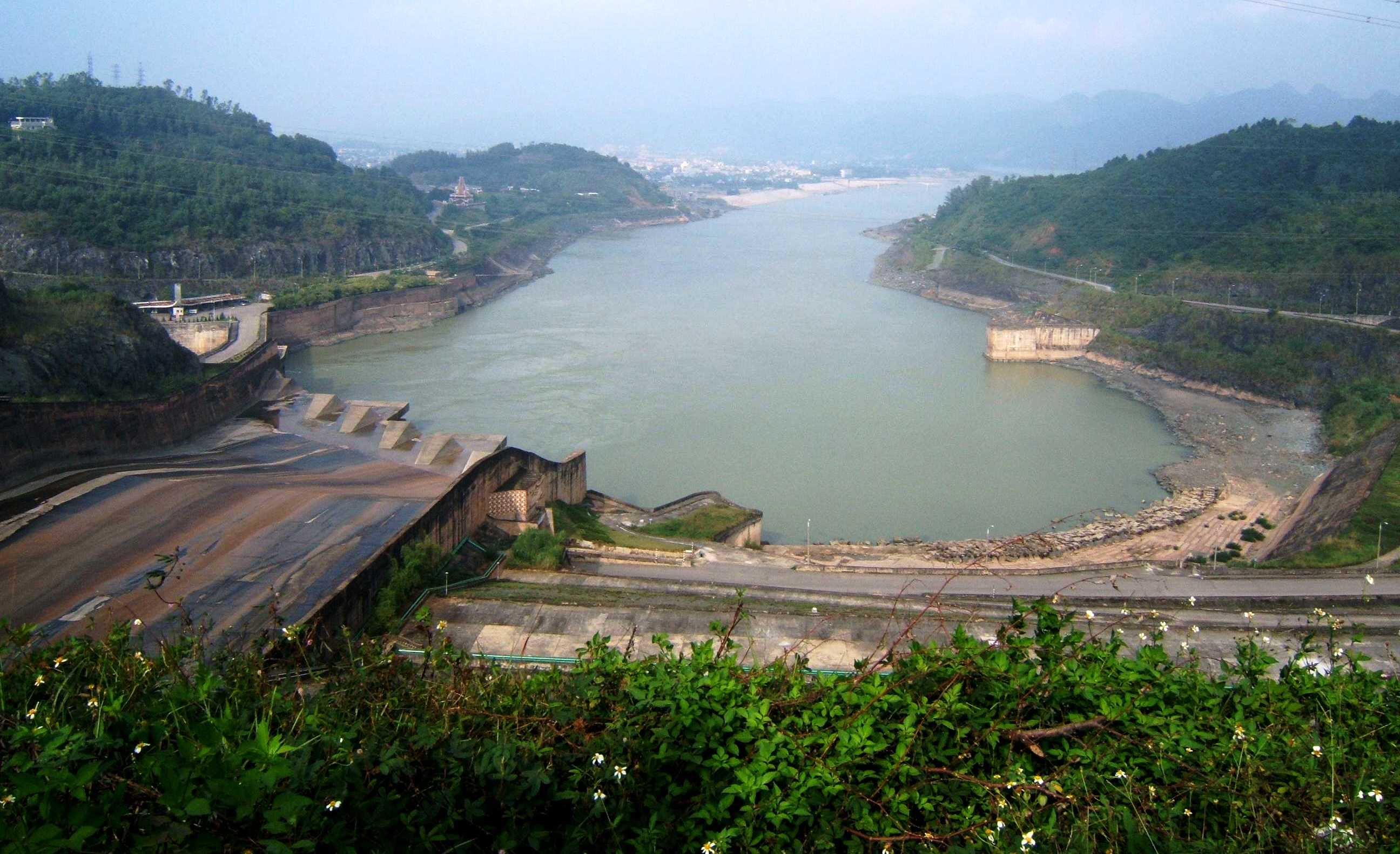
Đập thủy điện Hòa Bình chặn đường cá mè lên nguồn đẻ trứng.

### Tác động sinh thái
Tác động đến sinh thái diễn ra trên diện rộng, trong đó đập là một rào cản cho các động vật sông di cư, đặc biệt là các loài cá cần lên thượng nguồn để sinh sản, như cá hồi salmon và trout, cá mè, cá nheo,.... Một số cộng đồng đã bắt đầu dùng sà lan để vận chuyển cá di cư ngược dòng.
Tại đông-nam châu Á thì cá mè cần lên vùng nước chảy xiết mới phát dục và sinh sản được. Ở sông Hồng bắc bộ Việt Nam khi trứng trôi đến vùng Hưng Yên - Hà Tây thì đã nở thành cá con 2-5mm. Trước năm 1990 nghề vớt cá bột  rất thịnh hành ở đây, cung cấp cá mè giống cho vùng đồng bằng. Khi các đập thủy điện phát triển thì cá mè đẻ trứng giảm, nghề này lụi tàn, và ngư dân không còn gặp những đàn cá mè lớn nữa.
Tại vùng hồ thì việc tích nước ban đầu tạo ra một vùng nước lớn nhiều dưỡng chất, là môi trường mới thuận lợi cho động vật thủy sinh phát triển. Trong vài ba năm đầu các loài tôm và cá nhỏ phát triển vì chưa có nhiều thiên địch. Sau đó đến lượt cá lớn và cá ăn thịt phát triển, đạt đến cân bằng tự nhiên sau một thời gian nhất định. Về nguyên tắc thủy vực vùng hồ là môi trường thuận lợi cho nuôi và đánh bắt thủy sản, tuy nhiên điều này không dành cho các loài cá sống trong môi trường nước chảy. Mặt khác nếu để ô nhiễm và thoái hóa chất lượng nước xảy ra thì nguồn lợi thủy sản cũng mất.
Đối với vùng hạ lưu sự thay đổi chế độ thủy văn, việc xả nước đáy có nhiệt độ thấp, và sự thiếu hụt dưỡng chất tác động xấu đến sinh thái. Đó là những điều kiện môi trường cho phát triển của các quần thể vi sinh vốn là mắt xích đầu tiên của chuỗi thức ăn. Từ đó dẫn đến mất cân bằng thành phần các loài thủy sinh có kích thước lớn hơn, đặc biệt là cá và động vật quý hiếm như cá heo sông.

### Chế độ trầm tích
Tại hồ chứa thì phù sa lắng đọng, gây ra giảm thể tích nước hồ  làm giảm sản lượng điện. Việc thực hiện xả đáy thường chỉ giải quyết được một phần nhỏ khối trầm tích ở vùng gần đập.
Trong trường hợp bồi lấp nhiều thì hồ có thể đạt đến già cỗi không sử dụng được nữa .

### Xói lở
Sự giảm lượng phù sa đưa xuống hạ lưu dẫn đến mất cân bằng bồi tích, làm xói lở bờ sông. Sự thiếu hụt phù sa tác động đặc biệt lớn đến vùng châu thổ hạ lưu và vùng cửa sông nơi chịu tác động thường trực của sóng biển và thủy triều .
Những nghiên cứu ở đập Tam Hiệp Trung Quốc cho thấy thời gian để đạt đến một cân bằng mới của sự xói mòn và bồi lắng là cỡ 10 năm.

### Nhiệt độ nước
Tại hồ chứa có cột nước lớn thì sự thiếu vắng đối lưu hay xáo trộn dẫn đến phân tầng nước, tạo ra lớp nước đáy lạnh, nghèo oxy hòa tan. Ở vùng ôn đới, phân tích nhiệt độ từ 11 đập lớn ở Murray Darling Basin (Australia) cho thấy sự khác biệt giữa nhiệt độ nước mặt và nước đáy lên đến 16,7 °C . Nếu nước lạnh này được cấp ra dòng chảy của sông, nó có thể gây tác động xấu đến các hệ sinh thái hạ lưu bao gồm các quần thể cá. Trong trường hợp tồi tệ hơn (chẳng hạn như khi các hồ chứa đầy hoặc gần đầy, nước trữ lại có sự phân tầng mạnh và khối lượng nước lớn được xả qua các kênh xả đáy) nhiệt độ giảm có thể kéo dài đến 250–350 km phía hạ lưu .

### Khí nhà kính
Tại hồ chứa có cột nước lớn và có hiện tượng phân tầng nước, thì các lớp dưới cùng nghèo oxy, dẫn đến phân hủy sinh khối là quá trình kỵ khí . Nó tạo ra khí metan, một khí nhà kính gây biến đổi khí hậu.
Nghiên cứu lý thuyết chỉ ra rằng hồ chứa thủy điện toàn cầu hàng năm có thể phát ra 104 triệu tấn khí mêtan . Bảng dưới đây chỉ ra lượng mêtan sinh ra, tính bằng miligam trên một mét vuông mỗi ngày đối với các thực thể nước khác nhau .
| Vị trí            | Carbon Dioxid | Mêtan |
| ----------------- | ------------- | ----- |
| Hồ tự nhiên       | 700           | 9     |
| Hồ chứa ôn đới    | 1500          | 20    |
| Hồ chứa nhiệt đới | 3000          | 100   |

### Tích lũy chất độc hại
Các kim loại nặng như thủy ngân, vàng,... từ đá núi bị phong hóa, và cyanide dùng ở mỏ vàng trong lưu vực phía trên đập, được tích lũy trong hồ chứa, đầu độc môi trường nước.
Các khu công nghiệp xả thải ra lưu vực nếu có, cũng dẫn đến tích tụ độc hại. Tích tụ này nguy hiểm hơn ở phần hạ lưu, vì phải đợi mùa mưa mới làm loãng được.

### Phá rừng
Việc tạo hồ dẫn đến rừng ở vùng lòng hồ bị phá trụi. Về tổng thể lượng nước giữ lại trong hồ và tác động điều hòa khí hậu cao hơn nhiều lần khi diện đó còn là rừng. Dẫu vậy tác động phá rừng là đáng kể khi tỷ suất lợi ích kinh tế mang lại trên diện tích là thấp, như hồ Thác Bà ở bắc Việt Nam.
Tác động phá rừng thứ cấp là hồ cung cấp thủy lộ tiện lợi cho lâm tặc. Họ chỉ cần đem vài cái săm ô-tô và cưa vào rừng cắt gỗ. Đưa ra đến hồ thì lắp phao săm ô-tô, đủ sức tải các súc gỗ vài tấn đến điểm xẻ hoặc điểm tập kết chuyển sang đường bộ.

### Tưới tiêu trong nông nghiệp
Một phần quan trọng nước hồ được cấp cho nông nghiệp, đặc biệt là các hồ thuần túy phục vụ thủy lợi hay dân sinh.
Tuy nhiên khi cấp cho vùng lớn thì sự bốc hơi dẫn đến một lượng nước không khôi phục, không hoàn trả được cho hạ lưu. Ví dụ điển hình các đập để lấy nước trồng bông trên sông Amu Darya và Syr Darya đổ vào biển Aral ở Trung Á, đến nay đã làm mất 60% diện tích mặt nước và 80% lượng nước, biến biển thành bãi muối .

### Các đập đổi dòng nước
Theo quy tắc chung thì nước hồ được trả về dòng cũ sau khi khai thác năng lượng. Tuy nhiên một số công trình đã đổi dòng xả nước để có độ chênh cao lớn nhắm thu được công suất phát điện cao, dẫn đến giảm hoặc mất nước cấp cho hạ lưu.
Tại Việt Nam sau khi những công trình có đổi dòng nước như thủy điện Đa Nhim (1964), Đại Ninh (2008), A Lưới (2012),... được coi là "thành công", thì sự phát triển ồ ạt thủy điện dẫn đến ra đời thủy điện An Khê-Kanak (2011) đổi dòng sông lớn, gây thảm họa khô hạn cho sông Ba và đang là đề tài tranh cãi .
Tại Lào có các công trình thủy điện Theun Hinboun, Nam Theun 2, thực hiện đổi dòng nước từ Nam Theun sang Nam Hinboun và Se Bangfai. Các tranh cãi thấp hơn và chủ yếu là từ nước ngoài do Tổ chức Sông ngòi Quốc tế đưa ra, trong đó tác động chính là gây ngập lụt hoặc sình lầy ở vùng nhận nước . Nước Lào hiện có mật độ dân số thấp (trung bình cỡ 22 người/km²), chưa phải chịu sức ép dân số và sinh thái.

## Tác động tới con người

### Tái định cư
Việc tạo vùng hồ nước và các công trình dẫn đến tái định cư những cư dân trong vùng đó. Khi tái định cư đã có xảy ra xung đột quyền lợi, đặc biệt là vùng tái định cư không đảm bảo điều kiện và tập quán sống của người dân.
Tại Việt Nam thì tái định cư là đề tài dài những bất cập. Tại thủy điện Hòa Bình những năm 1980 tái định cư đơn thuần là chỉ trỏ vùng đất để chính quyền cơ sở động viên dân chuyển đến, với một chút hỗ trợ di chuyển. Từ những vướng mắc ở thủy điện Trị An mới hình thành quy tắc ứng xử rằng "tái định cư phải đảm bảo bằng điều kiện sống cũ trở lên". Dẫu vậy dường như thành truyền thống của thủy điện là "làm nhà" cho bà con ở rồi để đấy. Nó dẫn đến tình trạng bà con không có đất đai để canh tác, nên lâm vào cảnh đói nghèo. Một số đã tìm cách trở lại lòng hồ để sống tạm bợ .

### Dịch bệnh
Trong điều kiện địa hình và thủy văn cụ thể, có thể hình thành vùng sình lầy là nơi thuận lợi cho muỗi sinh trưởng và cá không vào được để tiêu diệt, từ đó phát sinh dịch bệnh. Thường thì đó là vùng thung lũng có độ cao ngang với độ cao mực nước trung bình, dễ hình thành ban đầu mảng cỏ hay bèo trôi nổi sau đó cỏ bám được vào đáy .

### Vỡ đập
Sự cố vỡ đập là thảm họa chết người đã từng xảy ra.
Ngày 12/3/1928, đập St. Francis là đập trong hệ thống cấp nước cho Los Angeles, California, đã hư hại gây lũ cướp đi 431 sinh mạng .
Năm 1975 đập Bản Kiều trên sông Nhữ ở Trú Mã Điếm tỉnh Hà Nam, Trung Quốc, đã bị mưa của cơn bão Nina gây vỡ liên hoàn các đập khiến 171.000 người chết và 11 triệu người mất nhà cửa..

## Tranh chấp nguồn nước
Tranh chấp nguồn nước có thể xảy ra trên hệ thống sông quốc tế, như sông Jordan ở Trung Đông, sông ở vùng Lưỡng Hà, sông Mê Kông,... Các nước nắm giữ hồ đập thượng nguồn có thể, do quyền lợi riêng trong vận hành hoặc do ý đồ chính trị, không trả nước vào dòng chảy theo theo quy tắc vận hành bình thường, dẫn đến thiếu hụt nước hay lụt lội ở vùng hạ lưu . Đây là vấn đề đang được quốc tế nỗ lực ngăn chặn.
Mức độ tác động thực tế của can thiệp nguồn nước tùy thuộc lưu lượng nước vốn có ở vùng đập so với ở hạ lưu, và cần được xác định có cơ sở rõ ràng trước khi bước vào cuộc đôi co quốc tế về nước.